# Clematis marmoraria
Clematis marmoraria är en ranunkelväxtart som beskrevs av Sneddon. Clematis marmoraria ingår i släktet klematisar, och familjen ranunkelväxter. Inga underarter finns listade i Catalogue of Life.

## Bildgalleri

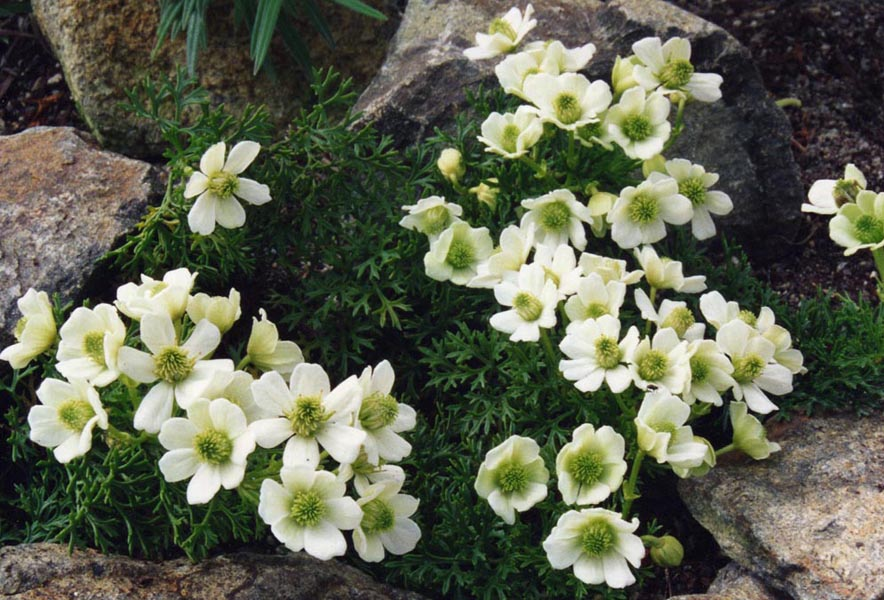
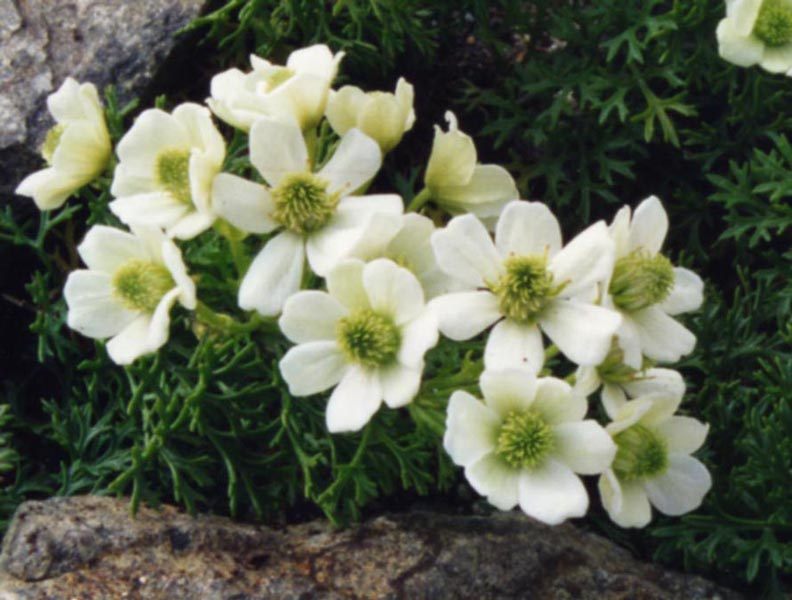
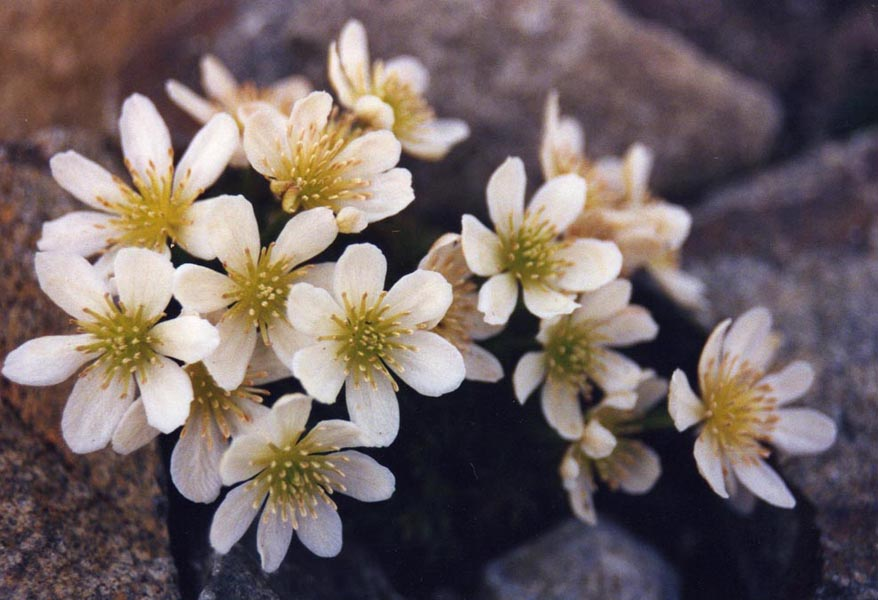